# اکسیژن‌زدایی مارکو–لام
اکسیژن‌زدایی مارکو–لام (به انگلیسی: Markó–Lam deoxygenation) یک واکنش شیمیایی در شیمی آلی است که در آن گروه عاملی هیدروکسی در یک ترکیب آلی با یک اتم هیدروژن جایگزین می‌شود تا یک گروه آلکیل ایجاد کند. واکنش مارکو-لام گونه‌ای از کاهش بووالت–بلان و جایگزینی برای واکنش کلاسیک اکسیژن‌زدایی بارتون–مک‌کامبی است. این واکنش به افتخار شیمیدانان بلژیکی ایشتوان مارکو و کوین لام نامگذاری شده‌است.
ویژگی‌های اصلی این واکنش عبارتند از:
- زمان کوتاه واکنش (۵ ثانیه تا ۵ دقیقه).
- استفاده از یک مشتق تولوئات پایدار.
- استفاده از سیستم SmI۲/HMPA یا الکترولیز به جای روش کلاسیک و دشوار حذف تری‌بوتیل‌تین هیدرید.